# Giuseppe Piazzi
Giuseppe Piazzi [džuzépe pjáci], italijanski astronom, duhovnik in menih, * 16. julij 1746, Ponte in Valtellina, Lombardija, Graubünden, † 22. julij 1826, Neapelj, Kraljevina Dveh Sicilij.

## Življenje in delo
Piazzi je bil menih in duhovnik. Leta 1764 je postal član reda teatincev. V začetku se je učil filozofije, kasneje pa se je lotil matematike in astronomije.
Od leta 1780 je predaval matematiko in astronomijo v Palermu na Siciliji. Ko so se v neapeljskem kraljestvu odločili v največjih mestih, Neaplju in Palermu, ustanoviti observatorija, so to zaupali njemu. Da bi se pripravil, je odšel v tujino. Po triletnem izpopolnjevanju na observatorijih v Parizu in Greenwichu se je vrnil v Palermo. V Angliji je obiskal Williama Herschla. Tu je bil deležen dvomljive časti, da je padel z lestve Herschlovega velikega zrcalnega daljnogleda in si zlomil roko.
V Palermu je Piazzi postavil observatorij. Njegov glavni dosežek nima nič opraviti z zvezdami. Potem ko je leta 1781 Herschel odkril Uran, je astronomski svet kar razganjalo od načrtov, kako bi odkrili še kak planet. Uran se je z razmerjem 196 nahajal na položaju, ki ga je potrjeval Titius-Bodejev izkustveni zakon. Na njegovi osnovi so astronomi domnevali, da mora biti kak planet med Marsovim in Jupitrovim tirom. Že Kepler je govoril o nenavadni vrzeli med njunima tiroma. Skupina nemških astronomov, med katerimi je bil najbolj znan Olbers, se je pripravljala, da temeljito preišče nebo in najde planet, če sploh obstaja. Leta 1800 so se na pobudo mladega barona von Zacha zbrali v majhnem severnonemškem mestu Lilienthal. V Palermu je Piazzi med pripravami nemških astronomov v noči iz 31. decembra 1800 na 1. januar 1801 med ustaljenim opazovanjem zvezd opazil v ozvezdju Bika zvezdi podobno telo, ki je iz dneva v dan spreminjalo svojo lego. Začel mu je slediti. V njegovem zvezdnem katalogu ga ni bilo. Kazalo je, da je to planet, ki leži nekje med Marsom in Jupitrom, saj se je premikal počasneje od Marsa in hitreje od Jupitra in ni bil podoben kometu. Tako naj bi bil iskani planet med Marsom in Jupitrom s premerom 914 km (930 km) in z obhodno dobo 4,61 leta. Po sicilijanski boginji zaščitnici žita so ga po Piazzijevem predlogu imenovali Cerera (Ceres). Piazzi je predlagal ime Ceres Ferdinandea, po neapeljskem in sicilijanskem kralju Ferdinandu III./IV. Kasneje so pristavek Ferdinandea zaradi političnih razlogov opustili. Okrog svoje osi se Cerera zavrti v 9. urah in 5. minutah, povprečno pa je od Sonca oddaljen 413,9 milijona km ali 2,767 a.e. Ko je bil Piazzi prepričan, da to ni komet, je o svojem odkritju pismeno obvestil Bodeja. Preden pa je točno določil njegov tir, je zbolel. Ko se je vrnil k opazovanjem, je bilo telo že preblizu Sonca, da bi ga lahko opazoval.
Določitev točne lege v letu 1802 je omogočil nov Gaussov postopek. 1. januarja 1802 ga je ponovno z njo odkril von Zach. Herschel je njegov premer ocenil na 320 km, kasnejša ocena je narasla na 780 km. Pozneje so odkrili še tri nove asteroide, naslednje leto Olbers Palas, v naslednjih petih letih pa še leta 1804 Harding Juno in leta 1807 Olbers Vesto. Vsi so zelo majhna telesa. Razen Cerere imajo vsi premer manjši kot 500 km. Po Herschelovem predlogu so jih imenovali asteroidi, ker so bili premajhni, da bi bili v daljnogledu vidni kot krožci, ampak so bili le svetlobne točke. S prostim očesom se lahko včasih vidi le Vesto. Nekateri izražajo sum, da je hotel Herschel ohraniti odkritje planetov zase in drobcenih novih svetov zato ni hotel imenovati planeti. Asteroid ni primerno ime, saj v resnici telesa niso podobna zvezdam. Primernejša je beseda planetoid, mali planet ali planetek, vendar so asteroidi bolj razširjeni. Piazzi tako ni odkril le planeta, ampak cel planetni pas. Od 24. avgusta 2006 je Cerera poleg Plutona in Eride razvrščena v razred pritlikavih planetov, posebne podvrste protoplanetov. Na njem je pod površjem Nasina vesoljska sonda Dawn leta 2017 našla zmrznjeni ocean.
Vodil je gradnjo observatorija v Neaplju in bil od leta 1817 glavni predstojnik observatorijev v Neaplju in Palermu. Na mestu predstojnika Obervatorija v Palermu ga je nasledil Cacciatore. Na osnovi svojih opazovanj je leta 1803 in 1814 objavil zvezdna kataloga. Leta 1814 je imel zapisano lego 7.646 zvezd. Med prvimi je pokazal obstoj lastnega gibanja nekaterih zvezd, ki ga je opazil že Halley, iz česar je sklepal, da so blizu Sonca. Tako je iz njih lahko določil tudi njihova prava gibanja, ki so sestava lastnih gibanj in relativnega gibanja Osončja. Za lastna gibanja zvezd je pokazal, da so pri zvezdah pravilo in ne izjema.
Odkril pa je tudi medlo zvezdo 61 Laboda (Cygni), ki je imela nenavadno hitro lastno gibanje. Vsi njegovi poskusi meritev paralaks Severnice in Vege, α Lire (Lyrae) pa so mu spodleteli. Paralakso 61 Laboda je odkril kasneje leta 1838 Bessel, paralakso Vege pa leta 1837 Friedrich von Struve.
Piazzi je napisal delo Lezioni di astronomia.

## Priznanja

### Poimenovanja
Ob njegovi smrti so bili znani le štirje asteroidi. Ko so leta 1923 odkrili 1000. asteroid, so ga njemu na čast imenovali Piazzio.
Po njem se od leta 1935 imenuje tudi udarni krater Piazzi na Luni.